# ガンジス級戦列艦
ガンジス級戦列艦はイギリス海軍の74門3等戦列艦。エドワード・ハントが設計した。

## 同型艦
| 艦名             | 造船所     | 発注          | 進水           | その後     |
| ---------------- | ---------- | ------------- | -------------- | ---------- |
| ガンジス         | ランドール | 1779年7月14日 | 1782年3月30日  | 1816年解体 |
| カローデン       | ランドール | 1779年7月12日 | 1783年6月16日  | 1813年解体 |
| トレメンダス     | バーナード | 1782年1月1日  | 1784年10月30日 | 1897年売却 |
| インヴィンシブル | ウリッジ   | 1801年6月25日 | 1808年3月15日  | 1861年解体 |
| ミンデン         | ボンベイ   | 1801年7月9日  | 1810年6月19日  | 1861年売却 |
| マイノーター     | チャタム   | 1811年12月3日 | 1816年4月15日  | 1842年廃船 |